# Cieśnina Kafirejska
Cieśnina Kafirejska (gr. Στενό Καφηρέας, Steno Kafireos) – cieśnina na Morzu Egejskim, oddzielająca wyspy Eubea i Andros. Jest znana z bycia niebezpieczną dla żeglugi z powodu prądów morskich, podwodnych urwisk i silnych zawirowań wody. 10 czerwca 1917 roku w cieśninie okręt SM UC-23 zatopił grecki żaglowiec „Kleopatra”. 